# Manfred Lewandowski

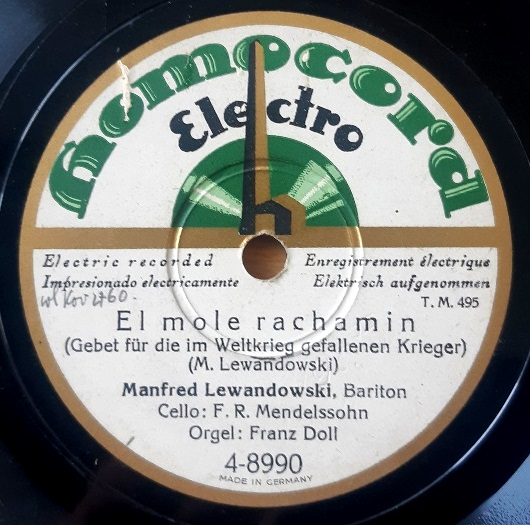
Schallplatte von Manfred Lewandowski (Berlin 1929)

Manfred Lewandowski (* 1. September 1895 in Hamburg; † 8. September 1970 in Philadelphia) war ein deutsch-US-amerikanischer Kantor, klassischer Sänger (Bariton) und Komponist.

## Leben
Lewandowski stammte aus einer jüdischen Kantorenfamilie. Er war der Großneffe von Louis Lewandowski, dem Erneuerer der  Synagogalmusik im Deutschland des 19. Jahrhunderts, und wurde zunächst durch seinen Vater ausgebildet, sodann am Vogtschen Konservatorium; sein Stimmfach war der Bariton. Er trat bereits früh als Synagogensänger auf. 1921–1923 war er Oberkantor in Königsberg (Ostpreußen), 1923–1928 am Friedenstempel in Berlin-Halensee und 1928–1938 Oberkantor an der Synagoge Lindenstraße in Berlin-Kreuzberg.
Neben dieser Tätigkeit im Bereich des jüdischen Kultgesangs war er nach der Einführung des Rundfunks in Deutschland ab 1924 auch regelmäßiger Gast der „Berliner Funkstunde“, wo er neben dem klassischen Repertoire auch synagogale Gesänge am Mikrophon zu Gehör brachte. Mit Opernarien und Liedern trat er auch an anderen Rundfunkstationen in Deutschland auf.
Während dieser Zeit entstanden auch zahlreiche Schallplattenaufnahmen auf Electrola, Odeon und Homocord, darunter Opernszenen (u. a. auch Duette mit Hans Heinz Bollmann), Lieder und jüdische Kultgesänge. Bei der Homocord waren der Organist Franz Doll und der Pianist und Kapellmeister Dr. Felix Günther seine Begleiter.
Im Sommer 1938 emigrierte er nach Frankreich und von dort 1939 nach Nordamerika. Er wirkte hier 1939–1940 als Kantor an einer New Yorker Synagoge, 1940–1948 in Philadelphia, ist aber noch bis 1965 in Synagogen aufgetreten.
In den USA nahm er 1940 nochmals Kultgesänge auf dem amerikanischen Vox-label auf. Er war auch kompositorisch tätig, vor allem auf dem Gebiet des Synagogalgesangs.
Seine letzte Ruhestätte fand Lewandowski auf dem Montefiore Cemetery, 600 Church Road, Jenkintown, PA 19046.

## Tondokumente (Auswahl)
a) chasanut:
- Ki Keschimecho (M: Manfred Lewandowski) Kantor Emil Dworzan, Organist: Simon L. Steiner. Vox Nr. 17 (Matrix number 2004 A)
- Kol nidrei (Louis Lewandowski) Manfred Lewandowski, Bariton. Odéon AA 53 101 / O-6271 (Matrix number xxBo 8695), recorded 1925/26
- dismarc-audio.org Kol Nidrei. Jüdische Melodie (Louis Lewandowski) Manfred Lewandowski, Gesang, m. Orgelbegleitung Franz Doll. Homocord Electro Fernaufnahme 4-8799 (mx. M 52 197)
- dismarc-audio.org Kaddisch (Maurice Ravel) Manfred Lewandowski, Bariton. Am Flügel Dr.Felix Günther. Homocord Electro Fernaufnahme 4-8799 (mx. M 52 198)

b) weltlicher Gesang:
- dismarc-audio.org Der Wanderer (Fr. Schubert) Manfred Lewandowski, Bariton. Am Flügel Dr.Felix Günther. Homocord Electro Fernaufnahme 4-8880 (mx. M 52 420)
- dismarc-audio.org Du bist die Ruh (Fr. Schubert) Manfred Lewandowski, Bariton. Am Flügel Dr.Felix Günther. Homocord Electro Fernaufnahme 4-8880 (mx. M 52 421)
- dismarc-audio.org Caro mio ben (Giordani) Manfred Lewandowski, Bariton, mit Cellobegleitung Felix Robert Mendelssohn[2] und  Orgelbegleitung Franz Doll.  Homocord Electro Fernaufnahme 4-8794 (mx. M 52 175)
- dismarc-audio.org Care selve, aus Atlanta (G. Fr. Händel) Manfred Lewandowski, Bariton, mit Cellobegleitung Felix Robert Mendelssohn und Orgelbegleitung Franz Doll.  Homocord Electro Fernaufnahme 4-8794 (mx. M 52 176)
- Wachet auf! (Franz Tunder)  Manfred Lewandowski, Bariton, mit Orgelbegleitung Dr. Hans Luedtke.[3] Homocord Electro  4-8857  (mx. M 52 314)
- Aus Jesaias 52-54 (Bernhard Heinrich Irrgang) Manfred Lewandowski, Bariton, mit Orgelbegleitung Dr. Hans Luedtke. Homocord Electro 4-8857  (mx. 52 315)[4]
- youtube.com Duett Der Tempel Brahmas strahlt aus Die Perlenfischer (G. Bizet) Hans Heinz Bollmann, Tenor und Manfred Lewandowski, Bariton, mit Orchester. Homocord Electro 4-8907 (mx. T.M. 52 483), aufg. Ende 1927, veröfftl. 27. August 1928
- mediathek.slub-dresden.de Winterlied von Henning von Koss; Weserlied von Gustav Pressel

## Wiederveröffentlichungen
- Horst J. P. Bergmeier, Ejal Jakob Eisler, Rainer E. Lotz (Hrsg.): Vorbei... Dokumentation jüdischen Musiklebens in Berlin 1933–1938. Bear Family Records, Hambergen 2001. (Buch und 11 CDs).

- Edel (BMG): Es wird nicht untergehen. Jüdisch-liturgische Gesänge aus Berlin. BARBArossa Musikverlag, Kleinmachnow 1996. (1 CD, enth. Aufnahmen verschiedener Interpreten, darunter von Manfred Lewandowski Kiddusch, Kaddisch und El mole rachamim.)

## Einzelbelege
1. ↑  vgl. montefiore.usmontefiore.us (Memento des Originals vom 18. November 2014 im Internet Archive)  Info: Der Archivlink wurde automatisch eingesetzt und noch nicht geprüft. Bitte prüfe Original- und Archivlink gemäß Anleitung und entferne dann diesen Hinweis.
2. ↑  Cellist, Kapellmeister u. Komponist, geb. am 27. Sept. 1896 in Berlin, Deutschland, gest. am 15. Mai 1951 in Baltimore (MD), USA, vgl. lexm.uni-hamburg.de (2007, aktualisiert am 7. Nov. 2013)
3. ↑  Organist und Orgelbauer, Miterfinder der Oskalyd-Orgel, Photo bei geheugenvannederland.nlgeheugenvannederland.nl
4. ↑  vgl. Homocord Co., Sammelkatalog Sept. 1928 – Jan. 1929, S. 18.

| Personendaten    | Personendaten                                                                         |
| ---------------- | ------------------------------------------------------------------------------------- |
| NAME             | Lewandowski, Manfred                                                                  |
| KURZBESCHREIBUNG | deutsch-US-amerikanischer Chasan (Kantor), klassischer Sänger (Bariton) und Komponist |
| GEBURTSDATUM     | 1. September 1895                                                                     |
| GEBURTSORT       | Hamburg                                                                               |
| STERBEDATUM      | 8. September 1970                                                                     |
| STERBEORT        | Philadelphia                                                                          |